# William Boaventura
William Cleite Boaventura (Belo Horizonte, 14 febbraio 1980) è un ex calciatore brasiliano, di ruolo difensore o centrocampista.

## Carriera

### Club
Dopo aver militato per due anni nell'AEL Limassol e nell'Anorthōsis, fece il suo esordio nel 2008 in prima squadra dove ha collezionato in tutto 30 presenze e nel 2009 è stato acquistato in prestito dal Kuban', per poi trasferirsi nel 2010 all'APOEL Nicosia.
Nel 2012 passa all'Anorthosis, sempre nel massimo campionato cipriota, ma nel settembre dello stesso anno è costretto al ritiro dall'attività agonistica a causa di problemi cardiaci.

## Palmarès

### Club

#### Competizioni nazionali
- Campionato cipriota: 1

APOEL: 2010-2011
- Supercoppa di Cipro: 1

APOEL: 2010-2011